# 阴地苎麻
阴地苎麻（学名：Boehmeria umbrosa）是荨麻科苎麻属的植物，为中国的特有植物。分布在中国大陆的四川、云南等地，生长于海拔1,100米至1,800米的地区，常生长在山谷沟边和林边，目前尚未由人工引种栽培。

## 异名
- Boehmeria clidemioides Miq. var. umbrosa Hand.-Mazz.